# Benefit (świadczenie)
Benefit (z łac.  bene – dobrze, facere – czynić) – ogólne określenie dodatkowego świadczenia pracodawcy dla pracownika. Jednymi z najczęściej oferowanych benefitów są szkolenia, kursy, konferencje, a także prywatna opieka medyczna. Do benefitów zalicza się również świadczenia w naturze – tak zwane deputaty, w postaci piwa (deputat piwny) lub węgla – dla pracowników kopalni.
Różnica między benefitem a deputatem
Deputat, to świadczenie materialne (zazwyczaj wytworzone przez pracodawcę, lub w jego zakładzie pracy), które jest częścią wynagrodzenia, przysługującego pracownikowi. W związku z tym wynagrodzenie wypłacane dla pracownika było pomniejszane o wartość deputatu.
Benefity różnią się od deputatów tym, że są świadczeniem pozapłacowym oferowanym przez pracodawcę oprócz podstawowego wynagrodzenia za pracę. Benefity nie zmniejszają finansowej wysokości wynagrodzenia, a są elementem dodatkowym, służącym pracownikowi. Wysokość wynagrodzenia wypłaconego pracownikowi nie jest pomniejszana nawet wtedy, gdy pracodawca decyduje się na finansowanie dodatkowych świadczeń dla pracowników. Benefity w Polsce są stosowane przez pracodawców jako narzędzia motywacyjne.
Najczęściej oferowane benefity
Wśród najpopularniejszych benefitów w Polsce można wyróżnić:karty sportowe, programy kafeteryjne, świadczenia urlopowe i wypoczynkowe (wypoczynek pracownika finansowany przez pracodawcę – jak wczasy pod gruszą, czy weekendy finansowane z Zakładowego Funduszy Świadczeń Socjalnych), programy kulturalne, paczki świąteczne, pakiety medyczne i pakiety ubezpieczeniowe.
Benefity i ich znaczenie
W krajach Europy zachodniej oraz w Stanach Zjednoczonych benefity są jednym z ważniejszych elementów motywowania pracowników. Stanowią one także jeden z ciekawszych elementów, mających zachęcać pracowników do podejmowania pracy w firmach stosujących i oferujących benefity swoim pracownikom (oraz ich rodzinom). W niektórych firmach benefity są alternatywą dla niskich podwyżek wynagrodzeń, a wybór: benefit, czy podwyżka należy do pracowników.